# Numerus clausus
Numerus clausus (лат. процентная норма
) — один из многих методов, используемых для ограничения количества учащихся в учебных заведениях. Во многих случаях цель numerus clausus состоит в том, чтобы просто ограничить количество студентов до максимально возможного в некоторых особенно востребованных областях обучения с намерением поддерживать постоянный приток квалифицированной рабочей силы и, таким образом, ограничивать конкуренцию. Однако с исторической точки зрения в некоторых странах политика numerus clausus представляла собой религиозные или расовые квоты как по назначению, так и по функциям.

## Историческое использование
Страны, законодательно ограничивающие прием еврейских студентов в разное время, включали: Австрию, Канаду, Венгрию, Имперскую Россию, Ирак, Латвию (с 1934 года при режиме Карлиса Улманиса), Нидерланды, Польшу, Румынию, США, Виши, Францию, Югославию среди других.

### Примеры

#### Германия
Целый ряд резолюций numerus clausus был принят в 1929 году по признаку расы и места происхождения, но не религии. 25 апреля 1933 года нацистское правительство ввело 1,5-процентную квоту для приёма новых немецких неарийцев, в основном немецких евреев, поступающих в немецкие средние школы и университеты.

#### Венгрия
Венгерский numerus clausus был введён в 1920 году. Закон официально наложил ограничения на количество студентов из числа меньшинств в университетах и легализовал телесные наказания. Хотя в тексте не использовался термин «еврей», это была почти единственная группа, чрезмерно представленная в системе высшего образования. Эту политику часто называют первым антиеврейским актом в Европе XX века.
Цель закона состояла в том, чтобы ограничить количество евреев до 6 %, что было их долей в населении Венгрии в то время; при этом в 1910-х годах доля еврейских студентов составляла примерно 15 %. В 1928 году под давлением Лиги Наций закон был изменён, и квоты по этническому признаку были отменены. В период 1938—1945 годов антиеврейская политика активизировалась, отчасти из-за давления немецких нацистов и в надежде на пересмотр Трианонского договора с помощью Германии.

#### Польша
Польские университеты были рассадником крайне правой национальной демократии, и с момента обретения Польшей независимости в 1918 году правые студенты выступали за возвращение российской системы numerus clausus. Попытки Львовского университета внедрить numerus clausus в 1922—1923 годах были признаны неконституционными. В начале 1930-х годов Лагерь Великой Польши выступал за numerus nullus — полное исключение евреев. В 1931 году Всепольская молодёжь провела демонстрацию против еврейских студентов-медиков, оперирующих христианские трупы. Медицинские факультеты уступили, и еврейские студенты получили еврейские трупы. Затем польские радикалы потребовали сегрегации еврейских студентов, сначала потребовав «добровольной» сегрегации, а когда в этом было отказано, напав на еврейских студентов. После жестоких демонстраций польских радикалов в 1937—1938 годах в большинстве польских университетов была введена сегрегация. К 1939 году большинство польских высших учебных заведений внедрили систему numerus clausus.

#### СССР
Во второй половине XX века некоторые научные и учебные заведения в СССР, такие, как механико-математический факультет МГУ, ввели антиеврейские ограничения под видом numerus clausus. Официально заявлялось, что эта политика способствует зачислению абитуриентов, принадлежащих к малопредставленным в советской науке этническим меньшинствам, таким как якуты, но на практике эта политика использовалась для дискриминации абитуриентов-евреев. По словам Эдуарда Френкеля, это привело к созданию сильного математического сообщества на кафедре высшей математики РГУ нефти и газа имени И. М. Губкина, которое, как следствие, в значительной степени состояло из студентов-евреев, которым было отказано в поступлении в Московский государственный университет.

#### Северная Америка
Между 1918 и 1950-ми годами ряд частных университетов и медицинских школ в Соединённых Штатах ввели политику numerus clausus, ограничивающую приём студентов на основе их религии или расы до определённого процента в контингенте колледжей. Эта политика негативно повлияла на многие группы меньшинств; одной из затронутых групп были еврейские абитуриенты, приём которых в некоторые гуманитарные колледжи Новой Англии и Нью-Йорка значительно упал в период с конца 1910-х до середины 1930-х годов. Например, приём евреев в Гарвардский университет за этот период упал с 27,6 % до 17,1 %, а в Колумбийский университет — с 32,7 % до 14,6 %. Соответствующие квоты были введены в медицинских и стоматологических школах, что привело в 1930-х годах к сокращению еврейских студентов: например, в Медицинской школе Корнельского университета с 40 % в 1918-22 до 3,57 % в 1940-41, в Медицинской школе Бостонского университета с 48,4. % в 1929-30 гг. до 12,5 % в 1934-35 гг. В Йельском университете декана Милтона Винтерниц дал следующее указание приемной комиссии : «Никогда не принимать более пяти евреев, брать только двух итальянских католиков и вообще не брать чернокожих». В этот период заметным исключением среди медицинских школ США была медицинская школа Миддлсекского университета, в которой не было квот и было много преподавателей и студентов-евреев; официальные лица школы считали, что антисемитизм сыграл роль в том, что школа не получила аккредитацию AMA.
Наиболее распространенным методом, использовавшимся в то время 90 % американских университетов и колледжей для выявления «желательных» абитуриентов (белых протестантов) были вопросы в анкете об их религиозных предпочтениях, расе и национальности. Другие, более изощренные методы, включали ограничения на стипендии, отказ от переводных студентов и предпочтение сыновьям и дочерям выпускников. Legacy preferences
Семейные предпочтения при поступлении в университеты были разработаны в 1925 году в Йельском университете, где пропорциональное количество евреев в студенческом контингенте вызывали тревогу у администраторов школы. До этого года Йельский университет начал включать такие аморфные критерии, как «характер» и «надежность» (solidity), а также «физические характеристики» в свой процесс приема в качестве предлога для отсева студентов-евреев;. Но ничто не было так эффективно, как предпочтение для детей выпускников, которое позволило приемной комиссии без промедления отказаться от евреев в пользу «Йельских сыновей с хорошим характером и достаточно хорошей репутацией», как было сформулировано в меморандуме 1929 года. Другие школы, в том числе Гарвард, вскоре начали проводить аналогичную политику по тем же причинам, и еврейские учащиеся в школах Лиги плюща сохранялись на стабильном уровне 10 % в течение 1950-х годов. От такой политики постепенно отказывались в начале 1960-х годов, когда Йельский университет был одной из последних крупных школ, ликвидировавших последний пережиток с классом 1970 года (поступившим в 1966 году). Хотя приём «по наследству» как способ отсеивания еврейских студентов, возможно, прекратился, практика отдавать предпочтение детям выпускников продолжается и по сей день.
Вопрос о религиозных предпочтениях в конечном итоге был исключен из форм заявлений о приеме, и к 1950-м годам заметно уменьшились свидетельства неформальной политики numerus clausus в американских частных университетах и медицинских школах. 
В некоторых канадских университетах в прошлом были квоты на количество евреев, принимаемых в соответствующие университеты. Строгая квота Университета Макгилла была самой продолжительной: она действовала с 1920 года до конца 1960-х годов.

## Современное положение
Numerus clausus используется в странах и университетах, где количество абитуриентов значительно превышает количество доступных мест. Так обстоит дело во многих странах континентальной Европы. Студенты в большей части Европы выбирают область своей специализации в момент зачисления, в то время как в Северной Америке специализация происходит позже. Такие области, как медицина, юриспруденция, биология, стоматология, фармацевтика, психология и деловое администрирование, особенно популярны, и поэтому на эти специальности труднее поступить.

### Избранные примеры

#### Бразилия
В ноябре 2002 года правительство Бразилии приняло Федеральный закон 10.558/2002, известный как «Закон о квотах». Закон допускал установление расовых квот в государственных университетах. В 2012 году Верховный федеральный суд Бразилии единогласно поддержал закон.

#### Германия
Numerus clausus используется в Германии для решения проблемы переполненности университетов. Существуют местные ограничения приема, которые установлены для конкретной программы на получение степени (Studiengang) по усмотрению университета, а также общенациональные ограничения приема в области медицины, стоматологии, ветеринарии и фармацевтики. Не все программы на получение степени ограничивают приём.

#### Финляндия
Финская система numerus clausus схожа с немецкой. В Германии основной вес при отборе студентов лежит на оценках Abitur (то есть аттестат о среднем образовании). В Финляндии, где есть аналогичный общенациональный выпускной экзамен (фин. ylioppilastutkinto), большинство студентов отбираются на основе вступительных экзаменов. Большинство программ на получение степени состоят из одного основного предмета и имеют свои собственные процедуры поступления. Почти на всех программах есть квота, по которой оценка рассчитывается исключительно на основе вступительного экзамена.
Что касается инженерных и естественнонаучных программ, конкуренция за учебные места менее жесткая. Поступить в эти области относительно легко — около трети мест в области технологий присуждается на основе оценок школьного аттестата. Остальные студенты принимаются на основе вступительного экзамена.
В финской системе numerus clausus является наиболее важным фактором, ограничивающим количество студентов. После поступления студент традиционно не может быть отчислен, не платит за обучение и получает государственное студенческое пособие. Новое законодательство, принятое летом 2005 года, ограничивает период обучения семью годами, но предполагается, что получить разрешение на более длительный срок обучения будет относительно легко.

#### Франция
Во Франции поступление в высшие школы осуществляется путем сдачи конкурсных экзаменов с фиксированным, ограниченным количеством мест на каждый год. Также по окончании первого курса медицинского обучения в университетах до 2020 г. проводился конкурсный экзамен с numerus clausus для определения того, какие студенты допускаются на второй курс; на более поздних курсах медицинского обучения проводится конкурсный экзамен (concours de l’internat) по выбору медицинских специальностей.

#### Индия
Индия не разрешает иностранным студентам учиться в университетах. Только несколько университетов допускают иностранных студентов по прямому зачислению или по категории NRI (нерезидент Индии) или по категории квоты на специальность менеджмент. В Индии существуют сложные правила приема студентов, но законов, специально для иностранных студентов нет. В результате иностранных студентов принимают менее 0,5 % учебных заведений Индии.

#### Швейцария
Введение numerus clausus в Швейцарии ограничило доступ к медицинским специальностям в университетах. Во всех университетах немецкоязычной части Швейцарии студенты должны получить высокий балл теста на способности, который включает в себя логическое и пространственное мышление и навыки понимания текста.
Университеты в западной, франкоязычной части Швейцарии решили не вводить numerus clausus. Вместо этого эти университеты предоставляют неограниченный доступ к учебной программе первого года обучения по медицине; а лучшим первокурсникам разрешается продолжить свое медицинское образование в том же или другом университете. На других популярных факультетах, таких как психология или журналистика, также есть тесты на способности.

#### Соединённые Штаты
Начиная с 1980-х годов и по настоящее время на 2017 год , были утверждения об азиатской квоте при приеме в колледж, аналогичной более ранней еврейской квоте.

## В других областях
Numerus clausus является правилом, регулирующим количество лиц, занимающихся государственной службой во многих областях.
В Индии действует система кастовых квот на трудоустройство, которая зачасттую вызывает забастовки и беспорядки.